# Dukuh Tengah (Margasari)
Dukuh Tengah is een bestuurslaag in het regentschap Tegal van de provincie Midden-Java, Indonesië. Dukuh Tengah telt 5939 inwoners (volkstelling 2010).